# Maldhari
I Maldhari (Gujarati: માલધારી) sono una tribù nomade dedita alla pastorizia che vive nello stato indiano del Gujarat. Il significato letterale di Maldhari è: proprietario di animali da allevamento.
Sono dei noti produttori di formaggio della regione, e una volta fornivano i palazzi dei raja con il loro latte e il loro formaggio.
In diverse regioni appartengono a caste differenti. Ci sono 8.400 maldhari che vivono nel parco nazionale forestale di Gir.